# كوكبة (إدلب)
كوكبة قرية سورية تتبع ناحية كفرنبل في منطقة معرة النعمان في محافظة إدلب. بلغ عدد سكانها 593 نسمة في عام 2004 حسب إحصاء المكتب المركزي للإحصاء.

## التاريخ
في يوم الخميس 27 نوفمبر (تشرين الثاني) عام 2014، سيطرت جبهة النصرة على القرية بعد اشتباكات مع كتائب من الجيش الحر.